# Фосфат стронция-калия
Фосфа́т стро́нция-ка́лия — неорганическое соединение,
двойная соль калия, стронция и фосфорной кислоты с формулой KSrPO4,
кристаллы.

## Получение
- Спекание дигидрофосфата калия и карбоната стронция:

{\displaystyle {\mathsf {KH_{2}PO_{4}+SrCO_{3}\ {\xrightarrow {900-1100^{o}C}}\ KSrPO_{4}+CO_{2}+H_{2}O}}}

## Физические свойства
Фосфат стронция-калия образует кристаллы нескольких модификаций:
- тетрагональная сингония, параметры ячейки a = 0,950 нм, c = 0,816 нм, Z = 8;
- гексагональная сингония, параметры ячейки a = 1,070 нм, c = 0,587 нм, Z = 6;
- ромбическая сингония, пространственная группа P mna, параметры ячейки a = 0,7351 нм, b = 0,9634 нм, c = 0,5562 нм, Z = 4.

Кристаллы, легированные редкоземельными элементами, являются люминофорами с различными свойствами.